# Gołąbek świerkowy

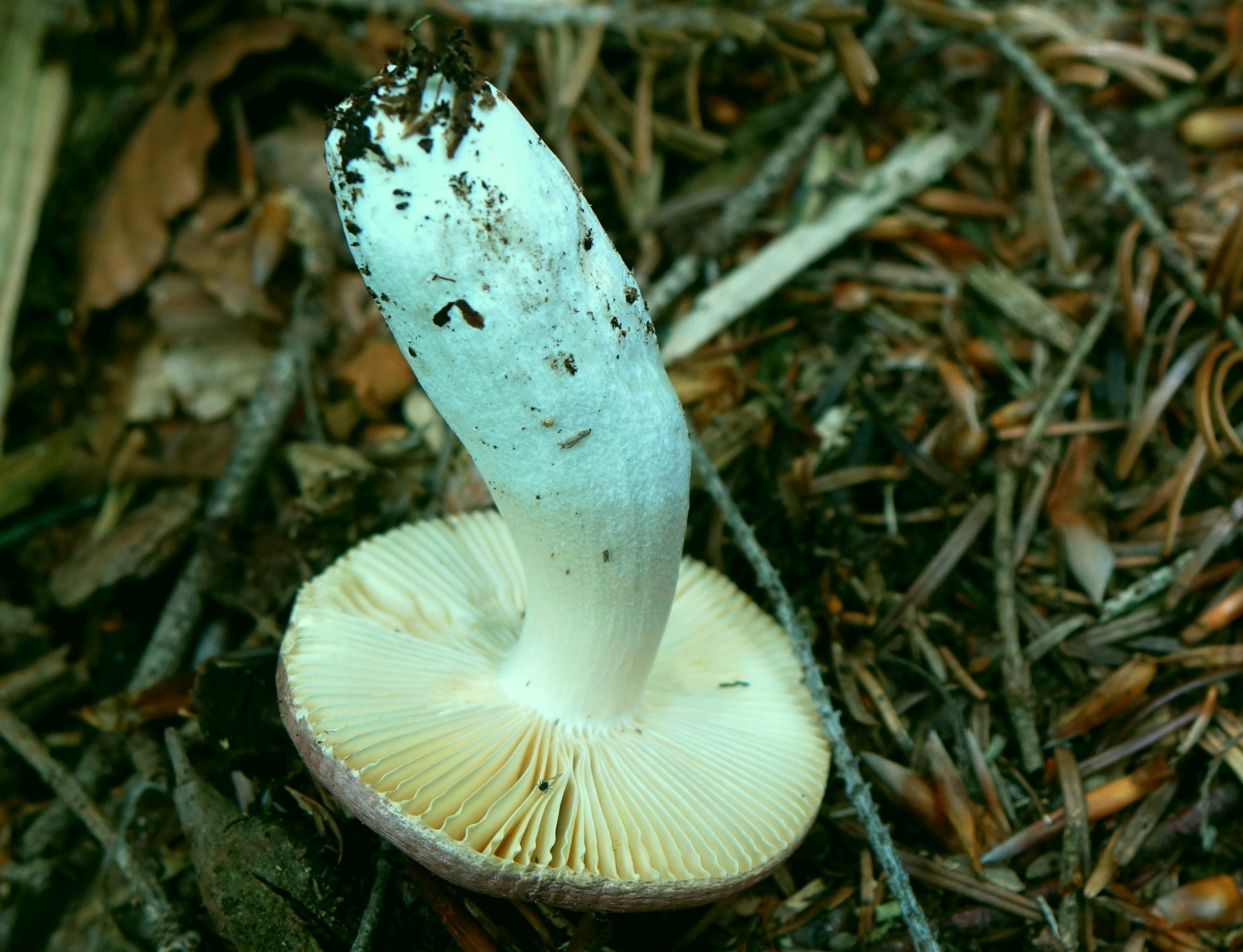

Gołąbek świerkowy (Russula piceetorum Singer) – gatunek grzybów należący do rodziny gołąbkowatych (Russulaceae).

## Systematyka i nazewnictwo
Pozycja w klasyfikacji według Index Fungorum: Russula, Russulaceae, Russulales, Incertae sedis, Agaricomycetes, Agaricomycotina, Basidiomycota, Fungi.
Po raz pierwszy opisał go w 1963 r. Rolf Singer pod świerkami w Austrii. Alina Skirgiełło w 1991 r. nadała mu polską nazwę gołąbek wyrośnięty, Władysław Wojewoda w 2003 r. zmienił ją na gołąbek świerkowy.
Według Index Fungorum jest to takson niepewny. Przez polskich mykologów gatunek ten jest uważany za synonim Russula adulterina Fr. ss. Melzer & Zvara, Romagnesi, lub nazwa gołąbek świerkowy nadana jest gatunkowi Russula adulterina Fr., a Russula piceetorum Singer jest jego synonimem. Tę ostatnią wersję potwierdza także Mycobank.

## Morfologia
Kapelusz
Średnica 7–12 cm, początkowo wypukły, potem płaskowypukły i w końcu rozpostarty z szeroko zagłębionym środkiem i regularnym, tępym brzegiem. Powierzchnia początkowo gładka, potem mniej lub bardziej bruzdowano-gruzełkowata, o bardzo zmiennych kolorach, podobnych jak u gołąbka słodkawego ( Russula integra); żółtobrązowa z oliwkowym odcieniem, z kilkoma plamkami lub odcieniami brązu, także oliwkowobrązowa z często zielonkawym środkiem, nawet fioletowobrązowa, czerwonobrązowa lub całkowicie fioletowa lub ciemnofioletowa. Skórka wilgotno-lepka skórka, dająca się oddzielić do połowy promienia, dość błyszcząca, drobnoziarnista lub szorstka.
Blaszki
Dość rzadkie (około 2 mm od siebie na brzegu), z kilkoma dużymi blaszeczkami, stosunkowo mało rozwidlone, na trzonie zwężone, z przodu tępe i rozszerzone, o szerokości 7–12 mm, kremowe, potem pięknie jasno łososiowożółte, z mniej lub bardziej wyraźnym białym refleksem na krawędzi, silnie przeplatane żyłkami.
Trzon
Wysokość 5–12 cm, grubość 2–3 cm, prawie równy lub lekko rozszerzony na górze i lekko zaokrąglony w środku, u starszych okazów dość kruchy, początkowo pełny, potem pusty. Powierzchnia biała, ale stając się z brązowoszarym nalotem, u młodych okazów górą silnie oprószona, u dojrzałych szorstka lub nawet bardzo szorstka i chropowata.
Miąższ
U młodych okazów jędrny, u starszych mięknący, biały, na koniec lekko szarzejący lub brązowiejący. Zapach wyraźny, przypominający kompot jabłkowy, smak początkowo słodki, następnie staje się mniej lub bardziej cierpki. Silnie i natychmiast reaguje z gwajakolem.
Wysyp zarodników
Jasnożółty.
Cechy mikroskopowe
Zarodniki o zmiennej wielkości (7,5)–8–10,7–(13–15) × 7–9,2–(11,5) µm, odwrotnie jajowate, dołkowane, silnie kolczaste, z kolcami dochodzącymi do 2,25 µm, często wąskie, ostre, niecałkowicie amyloidalne. Wyrostek wnęki 1,75 × 1,5 µm, łysinka gruba, złożona i otoczona dużymi brodawkami, nieregularna, o szerokości 4-4,5 µm, silnie amyloidalna. Podstawki 52–60 × 13,2–16,5 µm. Cystydy wystające, wrzecionowato-stożkowate, 100–130 × 10–15–(18) µm, w sulfowanilinie mniej lub bardziej czerniejące. Skórka z cienkimi strzępkami, przecięta kilkoma przewodami mlecznymi, w epikutisie stożkowate włoski 2,5–3,5 µm, spiczaste, smukłe, mniej lub bardziej rozgałęzione, z długimi wypustkami, którym towarzyszą dermatocystydy o szerokości 5,6–11,5 µm, w sulfowanilinie szarawe lub żółtawoszare.
Gatunki podobne
Bardzo podobne są gołąbek słodkawy i gołąbek brunatny. Podstawową cechą gołąbka świerkowego z mikroskopowego punktu widzenia jest obecność ogromnych zarodników o zmiennej liczbie. W terenie gołąbek świerkowy od gołąbka słodkawego odróżnia się ostrym smakiem, zapachem kompotu jabłkowego i delikatniejszym, ciemniejszym i bardzo szorstkim trzonem. Gołąbek brunatny jest bardziej cierpki, bardziej sztywny, ma bardziej fioletowe kolory i inny zapach, ponadto jego zarodniki mają strukturę siateczkową.

## Występowanie i siedlisko
W Polsce do 2003 r. podano 2 stanowiska.
Naziemny grzyb mykoryzowy występujący w lasach pod świerkami i jodłami. Często występuje w górach zbudowanych z wapieni, razem gołąbkiem słodkawym i gołąbkiem brunatnym, które są do niego bardzo podobne.